# 新樂路

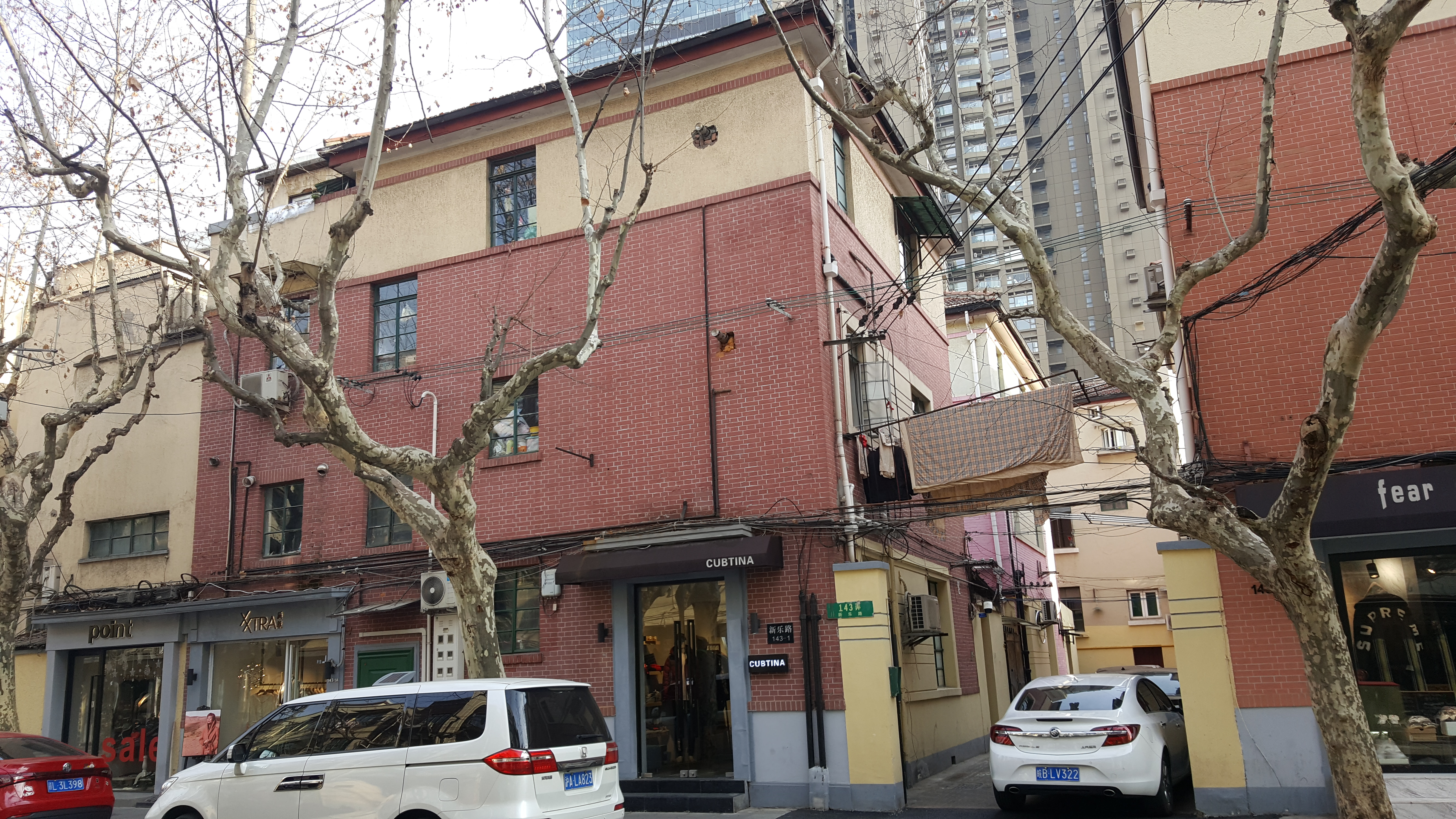
新乐路143弄

新樂路是中華人民共和國上海市徐匯區一條東西走向道路，西起東湖路，東至陝西南路，全長570米，寬15.5米至15.9米。道路於1932年至1935年間修建。最初路名為亨利路，路名來自於法國軍人。1943年更名為新樂路，路名來自於河北省石家莊市新樂市。道路沿途有襄陽公園和圣母大堂。

## 建筑
- 东正教圣母大堂，新乐路55号，上海市文物保护单位
- 新乐路82号住宅，徐汇区登记不可移动文物
- 新乐路100弄住宅，徐汇区文物保护点[2]
- 新乐路亨利公寓，新乐路142弄1号，徐汇区文物保护点
- 新乐路144号花园住宅，徐汇区文物保护点
- 新乐路180弄1号花园住宅，徐汇区文物保护点
- 黑克玛琳大楼，新乐路21号，徐汇区文物保护点